# Dao động Pierce
Mạch dao động Pierce là mạch tạo dao động điện tử đặc biệt thích hợp để sử dụng trong các mạch dao động tinh thể áp điện. Sơ đồ mạch do George W. Pierce (1872 - 1956) đưa ra.
Mạch dao động Pierce là một dẫn xuất của mạch dao động Colpitts. Mạch gồm có một cổng logic CMOS đảo duy nhất hoạt động ở chế độ khuếch đại, một/hai điện trở, hai tụ điện và tinh thể thạch anh hoạt động như một phần tử lọc có tính chọn lọc và ổn định cao. Vai trò của các linh kiện: 
- U1: Cổng CMOS đảo làm khuếch đại;
- R1: Thiên áp để cổng là khuếch đại;
- R2: Trở ngăn cách ảnh hưởng của tham số ký sinh đến tần số cộng hưởng;
- X: Cộng hưởng tinh thể;
- C2, C1: Các tụ điện lập thành mạch lọc dạng П.

Ngày nay hầu như tất cả các bộ dao động xung nhịp IC kỹ thuật số đều thuộc loại Pierce, vì mạch chỉ sử dụng tối thiểu các linh kiện. Chi phí sản xuất thấp của mạch này và độ ổn định tần số vượt trội của tinh thể thạch anh mang lại cho nó một lợi thế so với các thiết kế khác trong nhiều ứng dụng điện tử tiêu dùng.